# Micksucksealton
Micksucksealton, jedna od nekadašnjih skupina američkih Indijanaca koje Lewis & Clark navode kao jednu od bandi Tushepawa, što je živjela na rijeci Clark. Godine 1805 imali su 25 nastambi, a bilo ih je oko 300. Tushepawi niasu identificirani. Moguće da su kitunahanska ili šahaptinska.
Rani autori nazivaju ih sličnim varijantama: Micksicksealtom, Mick-suck-seal-tom i Miksuksealton.